# Communauté de communes des Portes du Boischaut
La  Communauté de communes des Portes du Boischaut est une ancienne communauté de communes française, située dans le département du Cher.

## Histoire
La communauté, créé le 14 décembre 1999,  a fusionné en 2011 avec la communauté de communes des Rives du Cher pour former la nouvelle communauté de communes Arnon Boischaut Cher (CDC ABC).

## Composition
Elle était composée des communes suivantes (toutes du canton de Châteauneuf-sur-Cher):
1. Chambon
2. Chavannes
3. Crézançay-sur-Cher
4. Saint-Loup-des-Chaumes
5. Serruelles
6. Uzay-le-Venon
7. Vallenay

## Compétences
- Aménagement rural (à titre facultatif)
- Action de développement économique (Soutien des activités industrielles, commerciales ou de l'emploi, soutien des activités agricoles et forestières...) (à titre obligatoire)
- Protection et mise en valeur de l'environnement
  - Assainissement collectif (à titre facultatif)
  - Assainissement non collectif (à titre facultatif)
  - Collecte des déchets des ménages et déchets assimilés (à titre optionnel)
  - Traitement des déchets des ménages et déchets assimilés (à titre optionnel)
- Création, aménagement, entretien de la voirie (à titre optionnel)
- Travaux d'enfouissement des réseaux et écoulement des eaux pluviales (sur tout le périmètre communautaire)

Développement Eolien